# Bajada Grande
Bajada Grande es un extenso barrio y consecuentes subbarrios ubicado en el noroeste de la ciudad de Paraná del Departamento Paraná en la Provincia de Entre Ríos, Argentina. 

## Historia
Bajada Grande está ubicada en la margen izquierda del río Paraná, en donde se estableció el primer poblado en territorio entrerriano. Debido a la falta de fundación, el poblado creció en forma desordenada (Siglos XVI y XVII) y comenzaron a llamar a este lugar Bajada del Paraná o Baxada de la Otra Banda del Paraná.
Inaugurado el 16 de octubre de 1896, fue la puerta de ingreso de inmigrantes españoles, alemanes y principalmente italianos que se radicaron en Paraná y distintas zonas aldeanas. 
En medio de una de las barriadas más antiguas de la ciudad y en lo que fuera el antiguo puerto de Bajada Grande, se emplaza el Complejo Miradores de Bajada.
Sus miradores en altura y la ubicación del predio, nos permite disfrutar de una panorámica inigualable del Río Paraná, especialmente al atardecer. 
La inauguración del Puerto de Bajada Grande se realizó el 16 de octubre de 1896 en una ceremonia que contó con la asistencia del gobernador Salvador Maciá, altos funcionarios y miembros de la Empresa del Ferrocarril Central de Entre Ríos. Esta empresa estuvo encargada de la construcción del muelle y la instalación de una vía férrea que unía el lugar con la Estación de Paraná para facilitar el transporte de las cargas. Estaba considerado un puerto de ultramar. A partir del 1º de abril de 1897, comenzaron a circular dos trenes diarios durante días hábiles, llegando a cuatro los días de fiesta. Los trenes combinaban con la llegada y salida de buques, y los horarios del Tranvía a Caballo, que pasaba por la Estación de Ferrocarril de Paraná.
El crecimiento de la población de Bajada Grande justificó en 1895 la creación de una escuela y en mayo de 1899 de una estafeta postal. Desde el 13 de noviembre de 1892 ya existía desde esas costas un servicio de vapores que hacían el viaje Paraná-Santa Fe / Santa Fe-Paraná, el primer antecedente de crecimiento de la zona. Ya en el Siglo XX, y en la década del 30, se instalaron en la zona Gas del Estado, la fábrica Llave (conocida por las famosas Alpargatas), la de Cemento Portland y la Fábrica de Aceite, convirtiéndose en la primera Zona Industrial de Paraná.

## Actualidad
En la actualidad, por no decir mitad de siglo XX y siglo XXI, contrariamente a ser el primer asentamiento de la ciudad, sigue teniendo muchos problemas de integración, urbanización y modernización.
Hay muchos sub-barrios, que cohabitan con viviendas precarias que carecen de puertas y ventanas, incluso con techos de nylon, como han indicado vecinos; hay muchos problemas con aguas servidas y focos de contaminación al no contar con instalaciones sanitarias correspondientes.
La constante falta de mantenimiento e integración por parte del Estado, produce que algunas calles en pésimas condiciones, se vean afectadas en épocas de lluvias, ocasionando zanjas profundas y accidentes.
Hay archivos periodísticos, que demuestran la falta de interés estatal y municipal en la zona, que se remontan a la década del '50.
En las últimas décadas, se han visto varias obras municipales de refacción del tendido lumínico, la carpeta asfáltica de avenidas como Francisca A. de Larramendi, José Manuel Estrada, el ingreso de la línea 5 al Barrio Croacia, lindero a la Escuela Secundaria "De La Baxada" y la modernización de las instalaciones y equipamiento técnico del Centro de Referencia "Dr. Gerardo Domagk".
Actualmente, uno de los puntos importantes turísticamente y que se puso en valor para el 211° aniversario de la ciudad, es el viejo Puerto de Bajada Grande, que cuenta con miradores hacia el río, una zona de parrillas y camping diurno.
En la zona de norte, en los terrenos linderos a la vieja Fábrica de Cemento Portland se ubica "Puerto Urquiza". Un barrio privado, que se construyó a base del desmonte en las barrancas del río a cargo del empresario Anadón, que también poseía el viejo edificio de la firma hasta el 2016, cuando el varisquismo propuso y logró que el Concejo Deliberante apruebe la compra para el Municipio de Paraná en US$ 1.250.000. Lo componen alrededor de 100 loteos, de los cuales se observan tan sólo 20 propiedades levantadas.

## Educación
- Escuela Secundaria Nº 15 “De la Baxada del Paraná”
- Escuela Nº 16 - "Dr. Francisco Soler"
- Escuela N° 78 "Int. J. C. Esparza"

## Salud
- Centro de Referencia Hospital "Dr. Domagk"

## Seguridad
Depende de la Comisaría Nº 11 - Avda. Estrada 3350 (tel.: 4211003) - frente a Hospital "Dr. Domagk".

## Transporte
La única línea de colectivo que llega y finaliza en el Hospital, es la línea 5 por las arterias Laprida - Avda. Larramendi, Anacleto Medina - Avda. Estrada, Croacia - Calle 1380 - Margarita Malharro; otras que transitan la zona o sirven para combinar son la línea 2 hasta Supermercado ChangoMás - Barrio Puerto Viejo y la línea 20 hasta zona Supermercado ChangoMás - Barrio Floresta.

## Subbarrios
En su gran extensión se ve delimitado por las calles Anacleto Medina -en el este-, Avda. Larramendi -en el sur hacia el oeste- y Avda. Estrada -en el norte hacia el oeste-, lo integran los siguientes barrios:
| - Barrio Brisas del Oeste - Barrio Croacia Norte - Barrio Croacia Sur - Barrio Aceitero entre otros. |